# Zulay Mamani Apaza

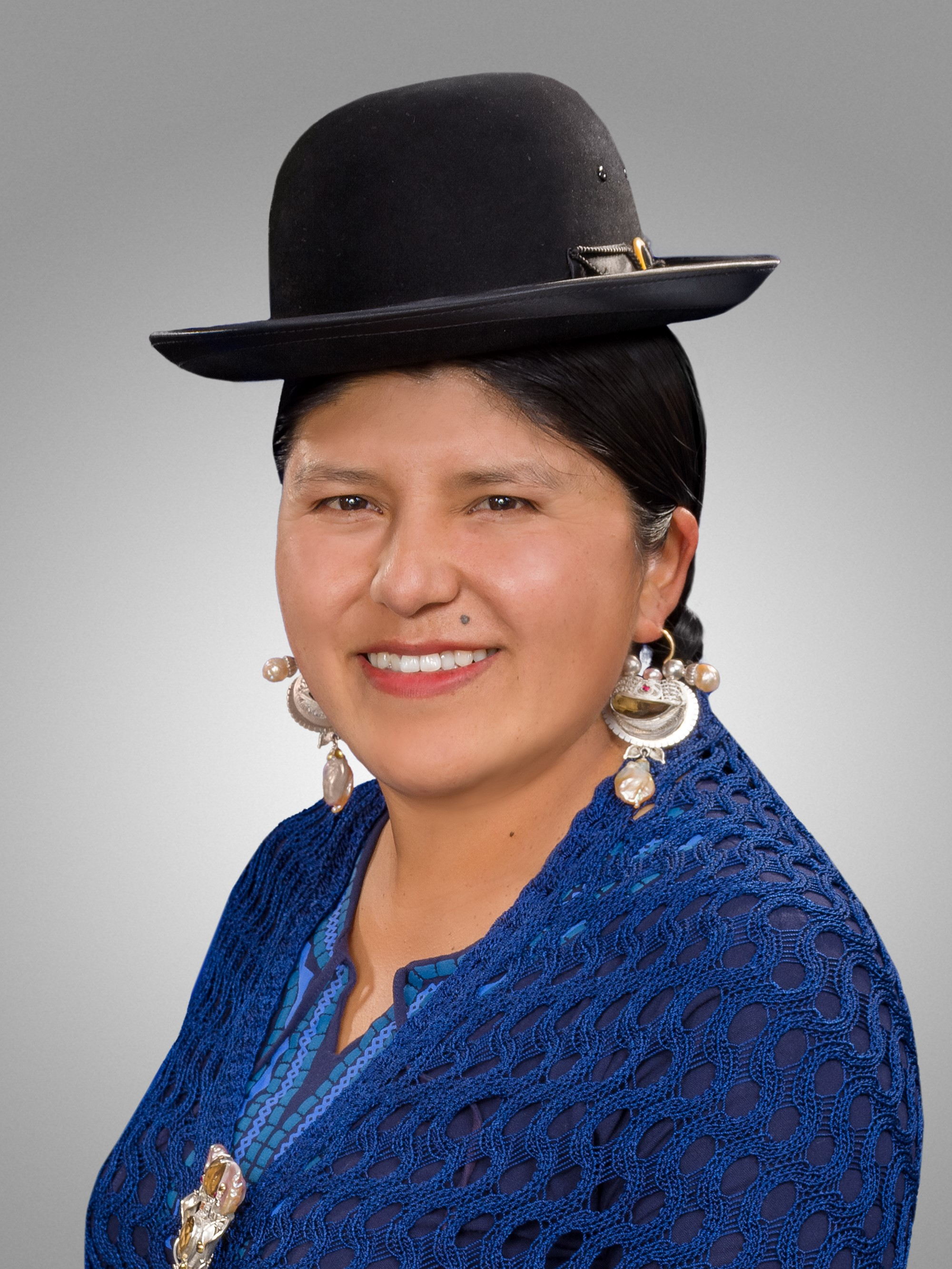
Zulay Mamani Apaza (2020)

Zulay Mamani Apaza (* 21. Januar 1990) ist eine bolivianische Politikerin des MAS-IPSP, die seit 2020 Mitglied des Abgeordnetenhauses von Bolivien ist.

## Leben
Zulay Mamani Apaza wurde bei der Parlamentswahl am 18. Oktober 2020 für den MAS im Wahlkreis C-15 im Departamento La Paz zum Mitglied des Abgeordnetenhauses von Bolivien gewählt, des Unterhauses der Plurinationalen Legislativen Versammlung Boliviens. Ihr Stellvertreter wurde Juan David Vargas Condori.
Mit Stand 2024 ist Zulay Mamani Mitglied des Ausschusses für Planung, Wirtschaftspolitik und Finanzen und des Unterausschusses für Haushalt, Steuerpolitik und Rechnungsprüfung.